# Karel Gerard
Henri Karel Gerard (Hengelo, 3 november 1910 - aldaar 3 april 1945) was een Nederlandse verzetsstrijder tijdens de Tweede Wereldoorlog.
Gerard maakte deel uit van de Binnenlandse strijdkrachten, waarschijnlijk bij de sectie de 'Keet'. Tijdens de bevrijding van Hengelo wist deze sectie waar de springladingen die de Oelerbrug moest opblazen zich bevond. Het lukte ze echter niet te voorkomen dat deze werd opgeblazen samen met de Boekelosebrug en de sluis. Diezelfde dag, op 3 april 1945, rukten de Engelse tanks op en vochten de verzetsstrijders waaronder Gerard mee. Deze werd echter door een scherpschutter doodgeschoten. Hij maakte deel uit van een groep verzetsstrijders die de bezetter vanuit de slagerij Leverink bevocht. Gerard en een vlak na hem doodgeschoten Duitse militair zouden later blijken de laatste oorlogsslachtoffers uit Hengelo geweest te zijn.
Na de oorlog werd voor Gerard in Hengelo een monument opgericht in de vorm van een kruis met een gedenksteen op de plek waar hij stierf, in de groenstrook aan de Breemarsweg ter hoogte van huisnummer 359. De tekst hierop luidt: Hier viel bij de bevrijding dezer stad op 3 april 1945 H. K. Gerard, lid van de B.S. S.G. in den strijd tegen de overweldigers. Tevens is in de wijk Groot Driene in Hengelo de Karel Gerardstraat naar hem vernoemd. Het lichaam van Gerard werd begraven op het Ereveld Loenen.
1. ↑  Thuss, Johan  (juni2024). dr. Hengelo toen & nu  49